# Félix Bertaux
Félix Adrien Nicolas Bertaux (n. 9 noiembrie 1881, Meuse, Lorraine⁠(d), Franța – d. 19 septembrie 1948, Sèvres, Métropole du Grand Paris, Franța) a fost un profesor, traducător, scriitor și germanist francez.
Originar dintr-o familie de țărani, Felix Bertaux a devenit timpuriu orfan de tată și a fost influențat de unchiul lui, Félix Piquet, care era atunci profesor de germanistică și precursor al studiilor germanice. Elev al lui Charles Andler, Félix Bertaux a studiat literatura germană la collège de Sèvres și la liceul Janson-de-Sailly. El a colaborat la Nouvelle Revue française și a avut relații cu marii scriitori ai perioadei, cum ar fi Heinrich Mann, pe care l-a întâlnit pentru prima dată în 1923 la Abația Pontigny. În același an, Bertaux s-a stabilit la Sèvres, unde și-a cumpărat o casă, La Source.

El este tatăl germanistului Pierre Bertaux, care a spus despre el: 
„Tatăl meu, Félix Bertaux, slab și osos, cu un nas de vultur, cu ochi strălucitori, cu un ten brun, cu părul negru, era un tip iberic pur.”

## Lucrări
- Panorama de la littérature allemande contemporaine, 1928
- Dictionnaire français-allemand (împreună cu Émile Lepointe), 1941